# Casetta
Casetta is een plaats (frazione) in de Italiaanse gemeente Castelnuovo Berardenga.